# Gorno Tserovene
Gorno Tserovene (bulgariska: Горно Церовене) är ett distrikt i Bulgarien.   Det ligger i kommunen Obsjtina Montana och regionen Montana, i den västra delen av landet, 80 km norr om huvudstaden Sofia. Gorno Tserovene ligger vid reservoaren Ogosta.